# Marouane Afaker
Marouane Afaker (Rotterdam, 9 mei 1999) is een Nederlands voetballer van Marokkaanse afkomst die doorgaans als aanvaller speelt. Hij komt uit voor FC Dordrecht.

## Carrière
Marouane Afaker speelt in de jeugd van SBV Excelsior, en maakt sinds het seizoen 2017/18 deel uit van de eerste selectie van Excelsior. Hij debuteerde in de Eredivisie op 18 april 2018, in de met 2-2 gelijkgespeelde thuiswedstrijd tegen Heracles Almelo. Hij kwam in de 90e minuut met een 2-0 voorsprong in het veld voor Mike van Duinen, maar in de extra tijd scoorde Jamiro Monteiro nog twee keer, waardoor de wedstrijd in 2-2 eindigde. In 2018 vertrok hij transfervrij naar Excelsior Maassluis, wat in de Tweede divisie uitkomt. Hier speelde hij een seizoen, waarna hij naar VV Katwijk vertrok. Na een succesvol seizoen in de Tweede divisie keerde hij in 2020 terug in het profvoetbal. Hij vertrok transfervrij naar Sparta Rotterdam, waar hij in het tweede elftal speelde. Ook zat hij enkele wedstrijden op de bank bij het eerste elftal. In de zomer van 2022 zou Afaker naar IJsselmeervogels vertrekken, maar kreeg hij na een proefperiode een kans bij TOP Oss. Hier speelde hij geen enkele wedstrijd, waarna hij in de winterstop alsnog vertrok naar IJsselmeervogels. Voor de club in de Derde divisie maakte hij 24 goals in 68 wedstrijden.
In januari 2025 maakte Afaker de overstap naar FC Dordrecht, dat hem een contract voor anderhalf jaar aanbood. Hij maakte meteen op 24 januari zijn debuut, tegen Vitesse (3-0). Hij mocht in de basis beginnen, maar werd na 69 minuten gewisseld voor Joshua Pynadath.

### Statistieken
| Seizoen                         | Club                  | Land           | Competitie     | Competitie | Competitie | Beker | Beker | Totaal | Totaal |
| Seizoen                         | Club                  | Land           | Competitie     | Wed.       | Dlp.       | Wed.  | Dlp.  | Wed.   | Dlp.   |
| ------------------------------- | --------------------- | -------------- | -------------- | ---------- | ---------- | ----- | ----- | ------ | ------ |
| 2017/18                         | SBV Excelsior         | Nederland      | Eredivisie     | 1          | 0          | 0     | 0     | 1      | 0      |
| 2018/19                         | Excelsior Maassluis   | Nederland      | Tweede divisie | 28         | 6          | 2     | 0     | 30     | 6      |
| 2019/20                         | VV Katwijk            | Nederland      | Tweede divisie | 22         | 8          | 3     | 2     | 25     | 10     |
| 2020/21                         | Jong Sparta Rotterdam | Nederland      | Tweede divisie | 6          | 1          | –     | –     | 6      | 1      |
| 2021/22                         | Jong Sparta Rotterdam | Nederland      | Tweede divisie | 29         | 19         | –     | –     | 29     | 19     |
| 2021/22                         | Sparta Rotterdam      | Nederland      | Eredivisie     | 0          | 0          | 0     | 0     | 0      | 0      |
| 2022/23                         | TOP Oss               | Nederland      | Eerste divisie | 0          | 0          | 0     | 0     | 0      | 0      |
| 2022/23                         | VV IJsselmeervogels   | Nederland      | Derde divisie  | 10         | 1          | 0     | 0     | 10     | 1      |
| 2023/24                         | VV IJsselmeervogels   | Nederland      | Derde divisie  | 33         | 14         | 3     | 0     | 36     | 14     |
| 2024/25                         | VV IJsselmeervogels   | Nederland      | Derde divisie  | 19         | 7          | 0     | 0     | 19     | 7      |
| 2024/25                         | FC Dordrecht          | Nederland      | Eerste divisie | 4          | 0          | 0     | 0     | 4      | 0      |
| Carrièretotaal                  | Carrièretotaal        | Carrièretotaal | Carrièretotaal | 152        | 56         | 8     | 2     | 160    | 58     |
| Bijgewerkt t/m 17 februari 2025 |                       |                |                |            |            |       |       |        |        |